# Braven (film)
A Braven 2018-ban bemutatott kanadai akcióthriller, melyet Mike Nilon és Thomas Pa'a Sibbett forgatókönyvéből Lin Oeding rendezett. A főbb szerepekben Jason Momoa, Garret Dillahunt, Stephen Lang, Jill Wagner és Brendan Fletcher látható.
Az Amerikai Egyesült Államokban 2018. február 2-án mutatták be, Magyarországon DVD-n jelent meg 2020 januárjában.

## Cselekmény
Egy fakitermelő cég tulajdonosa, Joe Braven (Jason Momoa) feleségével, Stephanie-val és lányukkal, Charlotte-tal él. Braven apja, Linden (Stephen Lang) súlyos fejsérülést szenvedett, amely agyi traumát okozott. Egy éjjelen elsétál az egyik helyi bárba, ahol verekedésbe keveredik, miután egy nőt a feleségének vél. Ekkor megérkezik Joe és a segítségére siet, de az apját kórházba kell szállítani. Stephanie javaslata alapján Joe és Linden úgy dönt, hogy némi időt töltenek kettesben a család elhanyagolt hegyi kabinjában, nem tudva róla, hogy Charlotte a jármű hátuljában rejtőzött el.
Joe munkatársa, egy Weston nevű sofőr, a fatörzseket szállító teherautójával felveszi a drogcsempész Hallett-et. Weston elveszíti teherautójának irányítását és kisiklik, ami miatt az összes rönk és kokain leesik a járműről. Miután elhatározták, hogy Joe hegyi kabinjába mennek a kokaint elrejteni, Westont és Hallett-et egy rendőrautó fuvarozza el. Hallett továbbítja a baleset hírét a munkáltatójának, Kassen drogbárónak (Garret Dillahunt).
Miután Joe, Linden és Charlotte megérkezik az erdei házba, Joe felfedezi a fészerbe rejtett kokaint, így Charlotte-ot elrejti egy tárolószekrényben, mielőtt Kassen zsoldosai körbevennék őket. Amikor Weston önként felajánlkozik a kokain kihozására, Kassen megöli őt. Mivel a térerő gyengesége miatt nem tudtak segítséget hívni, Joe fegyverekkel, íjjal és nyíllal, Linden pedig puskával öl meg néhány zsoldost.
Mivel magasabb hegy szükséges a mobilhálózat eléréséhez, Joe egy quad-motorkerékpárral hajt el az eredeti kokainzsákkal és Charlotte-tal, aki egy takaró alatt bujkál. Joe lerakja lányát és arra utasítja, hogy menjen minél magasabbra a hegyen; hívja fel az anyját, ő pedig azonnal a seriffet értesítse. Joe visszafordul és próbálja támadni Kassen embereit. Kassen megtalálja a táskát, de az üres. Felfedezve, hogy Joe lerakta Charlotte-ot, Kassan az egyik zsoldosát, Ridley-t küldi utána. Hallett bemegy a házba, Linden pedig kétszer leszúrja őt, majd visszavonul az emeletre, ahol egy másik zsoldos, Essington megsebesíti távcsöves puskával.
Közvetlenül azelőtt, hogy Ridley elkapná Charlotte-ot, megérkezik az íjjal felfegyverkezett Stephanie, aki nyíllal lőni kezd Ridley-re. Pusztakezes harcban megszúrja a férfit, mielőtt elmenekülne. Időközben Joe visszatér a kabinba, ahol felhevített szerszámokkal végez Clay-jel és Essingtonnal. Charlotte-ot biztonságba helyezi a seriff, miközben Ridley továbbra is üldözi Stephanie-t. Kassen viszont túszul ejti Lindent, és miután Joe az életéért könyörög, Kassen gyomron szúrja az apát. Kassen lelövi a seriffet és elmenekül, miután megszerzi a hiányzó kokaint. Joe üldözni kezdi és késharc alakul ki kettejük között. Végül Joe lelöki őt a szikláról és visszatér családjához.

## Szereplők
| Színész           | Szerep                                 | Magyar hang[forrás?] |
| ----------------- | -------------------------------------- | -------------------- |
| Jason Momoa       | Joe Braven, favágó és családapa        | Varga Rókus          |
| Garret Dillahunt  | Kassen, a drogcsempészek vezetője      | Makranczi Zalán      |
| Stephen Lang      | Linden Braven, Joe apja                | Kőszegi Ákos         |
| Jill Wagner       | Stephanie Braven, Joe felesége         | Solecki Janka        |
| Brendan Fletcher  | Weston, Joe munkatársa                 | Hám Bertalan         |
| Zahn McClarnon    | Hallett, drogcsempész, Kassen jobbkeze | Hamvas Dániel        |
| Sasha Rossof      | Charlotte Braven, Joe lánya            |                      |
| Sala Baker        | Gentry, zsoldos                        |                      |
| Teach Grant       | Essington, zsoldos                     |                      |
| Fraiser Aitcheson | Clay, zsoldos                          |                      |
| Steve O'Connell   | Cal Osser seriff                       |                      |
| Tye Alexander     | Glen Harris helyettes seriff           | Molnár Levente       |

## A film készítése
2015. szeptember 3-án bejelentették, hogy Jason Momoa lesz a főszereplője a Braven című akcióthrillernek, amelyet Lin Oeding rendez, Mike Nilon története alapján, Thomas Pa'a Sibbett forgatókönyvéből. Momoa Brian Mendozával, Molly Hassell-lel és Mike Nilonnal együtt a film producere lett. 2015. december 14-én Garret Dillahunt csatlakozott a filmhez, hogy a negatív főszerepet eljátssza. A film forgatása 2015. december elején kezdődött Kanada Új-Fundland államában.

## Kritikai visszhang
A film általánosságban vegyes véleményeket kapott a kritikusoktól. A Metacritic oldalán a film értékelése 61% a 100-ból, amely 10 véleményen alapul. A Rotten Tomatoeson a Braven 77%-os minősítést kapott, 30 értékelés alapján.